# Sielec (Przemyśl)
Sielec – część miasta Przemyśl, dawniej podprzemyska wieś. Leży na południowy wschód od centrum miasta.
We wsi znajdowała się filialna, drewniana cerkiew pod wezwaniem Zaśnięcia NMP, zbudowana w 1902 roku w miejscu starszej cerkwi, postawionej przed rokiem 1830. Cerkiew została zniszczona podczas oblężenia Twierdzy Przemyśl w czasie I wojny światowej. Należała do greckokatolickiej parafii w Nehrybce.
W 1785 roku wieś liczyła 230 grekokatolików, 20 rzymskich katolików i 9 żydów. W 1840 liczyła 240 grekokatolików, w 1859 – 212, w 1879 – 247, w 1899 – 445, w 1926 – 390, w 1938- 345 grekokatolików.
Dawniej gmina jednostkowa w powiecie przemyskim w województwie lwowskim; 1 sierpnia 1934 wszedł w skład nowo utworzonej zbiorowej gminy Hermanowice, gdzie 17 września 1934 utworzył gromadę (sołectwo). Po II wojnie światowej gromada w wiejskiej gminie Przemyśl w województwie rzeszowskim. W związku z reformą administracyjną kraju jesienią 1954 włączony do gromady Krówniki w powiecie przemyskim. 31 grudnia 1961 główną część Sielca odłączono od gromady Krówniki i włączono do Przemyśla.